# ترميم الدنا

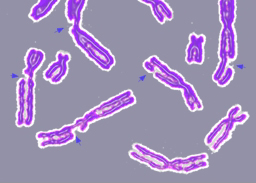
يؤدي ضرر الدنا إلى عدة صبغيات محطمة

يسمح ترميم الدنا للخلية بالتعرف على الضرر الذي يصيب جزيئات الدنا المُشكّلة لجينوم الخلية وإصلاحه. في الخلايا البشرية، تسبب العمليات الاستقلابية الطبيعية والعوامل البيئية كالتعرض للإشعاع تأذي الدنا، وتنتج عن ذلك عشرات الآلاف من الآفات الجزيئية في الخلية الواحدة يوميًا. تسبب الكثير من هذه الآفات الضرر البنيوي في جزيئات الدنا، وتغير قدرة الخلية على النسخ الجيني للدنا المتضرر أو تمنعه. بينما تحرض آفات أخرى ظهور طفرات مؤذية في جينوم الخلية تؤثر على بقاء الخلايا البنات بعد الانقسام الخلوي. لذا تكون عملية إصلاح الدنا نشطة دائمًا وتستجيب للأضرار التي تصيب بنية الدنا. عندما تحدث الأخطاء في عملية إصلاح الدنا، ولا يحدث موت الخلية المبرمج، يمكن أن يصبح الضرر الذي أصاب الدنا غير قابل للإصلاح، ويتضمن ذلك الانقطاع ثنائي السلسلة والارتباط المتقاطع في الدنا (ارتباط بين السلسلتين في جزيء دنا). يمكن أن يؤدي ذلك إلى الأورام الخبيثة أو السرطان كما توضح فرضية الضربتين (فرضية نُدسون).
يعتمد معدل إصلاح الدنا على عوامل مختلفة، منها نوع الخلية وعمر الخلية والبيئة خارج الخلوية. الخلية التي تراكمت فيها كمية كبيرة من تضرر الدنا أو التي لا تؤدي الإصلاح الخلوي بفعالية، تدخل في واحدة من الحالات الثلاث التالية:
1. حالة سبات غير عكوس تسمى التشيخ الخلوي.
2. الانتحار الخلوي المعروف باسم موت الخلية المبرمج.
3. انقسام خلوي غير منظم يمكن أن يؤدي إلى تشكل ورم خبيث.

قدرة الخلية على إصلاح الدنا ضرورية لسلامة الجينوم وبالتالي قدرة الخلية على أداء وظائفها. تبين أن الكثير من الجينات التي تؤثر على العمر المتوقع للكائن الحي ترتبط بحماية الدنا والقدرة على إصلاح تضرره.
مُنحت جائزة نوبل في الكيمياء في 2015 لتوماس ليندال وبول مودريتش وعزيز سانجار تقديرًا لمساهمتهم في فهم الآليات الجزيئية لعمليات إصلاح الدنا.

## تضرر الدنا
يحدث تضرر الدنا، المسبَب بالعوامل البيئية أو العمليات الاستقلابية الطبيعية ضمن الخلية، بمعدل 10,000 إلى 1,000,000 آفة في الخلية في اليوم. تشكل هذه النسبة ما يعادل 0.000165% من الجينوم البشري البالغ تقريبًا 6 مليارات قاعدة نكليوتيدية (أساس نكليوتيدي)، يمكن أن تعطل الآفات التي لا يجري إصلاحها في الجينات الحساسة (مثل الجينات الكابحة للورم) قدرة الخلية على أداء وظائفها وتزيد إمكانية تشكل ورم أو تساهم في التغايرية الورمية.
تؤثر معظم الأضرار التي تصيب الدنا على البنية الأولية لحلزون الدنا المضاعف؛ أي أن القواعد النكليوتيدية تتغير كيميائيًا. يمكن أن تشوش هذه التبدلات البنية الحلزونية المنتظمة لجزيئات الدنا من خلال ظهور روابط كيميائية جديدة أو تقاربات كبيرة لا تلائم البنية الحلزونية المزدوجة. بخلاف البروتينات والرنا، بفتقر الدنا إلى البنية الثالثية لذا لا تحدث الأضرار أو الآفات على هذا المستوى. يكون الدنا ملفوفًا بكثافة (لف فائق) حول بروتينات «تحزيم» خاصة تدعى الهيستونات (في حقيقيات النوى)، وهذان التركيبان الفائقان حساسان للتضرر الذي يصيب الدنا.